# Соукок
Соукок, або кенійська лісова кішка (англ. Soukok, SOK) — порода кішок, що виникла на основі місцевих африканських кішок, які живуть у районі Соукок у Кенії у напівдикому стані.

## Історія
Виникла на основі місцевих африканських кішок, які живуть у районі Соукок у Кенії. Там місцеві жителі називають їх «кандзондзо». У 1978 році були знайдені на кокосовій плантації двоє кошенят незвичайного вигляду й забарвлення. Вони й стали родоначальниками породи. В 1984 кішок імпортували в Данію, де зайнялися їхнім розведенням. Услід за ними було імпортовано ще кількох тварин. Виявилося, що генотип цих кішок не збігається з генотипом звичайних домашніх кішок. У 1992 році FIFE зареєструвала попередній стандарт на соукоків. Основне поголів'я, як і раніше, зосереджене в Данії. Для цієї породи відкритий клас новачків, у якому можуть брати участь кішки, що мають підтвердження імпорту з району Соукок.

## Характер
Кішка породи соукок — це мускуляста, суха, граційна тварина середньої величини. Тіло з міцним скелетом. Груди добре розвинені. Кінцівки довгі, сухі, мускулясті. Задні довші, ніж передні, зігнуті в положенні стоячи створюють характерне враження, ніби кішка напівприсіла. Лапи овальні. Хвіст середньої довжини, не надто широкий в основі, звужений до кінчика.
Голова у формі зміненого м'яко окресленого клина, виглядає маленькою відносно тіла. Ніс прямий, широкий, кінчик виглядає підрубленим. Вилиці високі, добре розвинені. Вуха від середніх до великих, широкі в основі, кінчики трохи округлені. На кінчиках бажані щітки. Підборіддя сильне, широке, на одній лінії з кінчиком носа. Вуха поставлені широко (на відстані ширини одного вуха між ними) і високо, широкі в основі. Очі великі, мигдалеподібні, прозорі, блискучі, поставлені трохи під кутом до носа, розташовані далеко одне від одного. Колір очей від бурштинового до світло-зеленого.
Шерсть дуже коротка, пружна, блискуча, але не шовковиста, прилягає щільно до тіла, практично без підшерстя.

### Забарвлення
Забарвлення чорне табі (мармурове) будь-якого відтінку. Плями у вигляді розеток. Малюнок табі з тикінгом на ділянках. Мочка носа цегляно-червона з облямівкою основного кольору. Подушечки лап чорні або коричнево-чорні.